# Hans Schmalfuß
Hans Schmalfuß (* 28. März 1894 in Hamburg; † 13. März 1955 ebenda) war ein deutscher Chemiker und Hochschullehrer.

## Leben
Hans Schmalfuß, Sohn des Gynäkologen Gustav Schmalfuẛs, begann an der Universität Jena zu studieren. 1913 wurde er im Corps Thuringia Jena und (als 5. seiner Familie) im Corps Brunsviga Göttingen aktiv. Nachdem er am ganzen Ersten Weltkrieg teilgenommen hatte, brachte er sein Studium an der Universität Hamburg zum Abschluss. Mit einer Doktorarbeit bei Paul Rabe wurde er 1921 zum Dr. med. et phil. promoviert. Drei Jahre später folgte die Habilitation. Am Chemischen Staatsinstitut leitete er anschließend die Abteilung für Organische Chemie (1924–1926) und die Abteilung für Biochemie (1925–1941). Er wurde 1928 zum Professor ernannt und leitete von 1931 bis 1941 das Chemische Staatsinstitut in Hamburg. Der NSDAP trat er 1941 bei. 1941 ging er an die Reichsuniversität Posen. Bis 1945 wirkte er dort als Lehrstuhlinhaber und Direktor des Instituts für landwirtschaftliche Gewerbeforschung und Vorratspflege. In der Nachkriegszeit in Deutschland war er ab 1946 als Professor im Wartestand an der Forschungsanstalt für Landwirtschaftliche Gewerbepflege in Giengen an der Brenz. 1950 wechselte er an das Institut für Angewandte Ernährungswissenschaft der TH Hannover. 1951 gehörte er zu den Gründern der Arbeitsgemeinschaft ernährungswissenschaftlicher Institute. Zuletzt arbeitete er bis 1955 für die Deutsche Vacuum Oel AG im heimatlichen Hamburg. Er starb kurz vor seinem 61. Geburtstag.

## Werke
- Stoff und Leben. In: BIOS. Abhandlungen zur theoretischen Biologie und ihrer Geschichte, sowie zur Philosophie der organischen Naturwissenschaften, Band VI, Barth, Leipzig 1937 (Digitalisat).
- Das Chemische Staatsinstitut, Hamburg in seiner Ausgestaltung während der Jahre 1917 bis 1932.
- mit Helene Schmalfuß: Betriebsprüfungen für die Kartoffelbrennereien des Warthegaues. Posen 1942.
- Die Bedeutung der Nährstoffe für die Soldatenernährung. Posen 1944.